# Ernst Hjortzberg

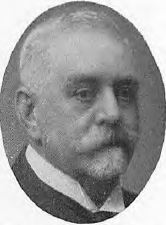
Ernst Hjortzberg

Ernst Gustaf Hjortzberg, född 29 oktober 1863 i Stockholm, död 13 september 1952 i Johannes församling, Stockholm, var en svensk militär och spårvägsdirektör.
Ernst Hjortzberg var son till överingenjören Arvid Hjortzberg och Maria Henriette Lyon samt bror till Olle Hjortzberg. Han blev underlöjtnant vid Fortifikationen 1884, var elev vid Artilleri- och ingenjörhögskolan 1886–89, extra lärare vid Stockholms navigationsskola 1892–95, repetitör vid Krigshögskolan 1898–99, blev kapten 1902 och placerades i reserven 1903.
Hjortzberg var verkställande direktör vid Stockholms Nya Spårvägs AB 1899–1905 (där han införde elektrisk drift), vid Stockholms Södra Spårvägs AB 1905–17, teknisk direktör vid AB Stockholms Spårvägar 1917–22. Han var ledamot av Stockholms stadsfullmäktige 1906–10, ledamot av drätselnämndens andra avdelning 1911–48, av lantegendomsnämnden 1908–17 och av utskänkningskommittén 1907–15. Han var huvudman för Stockholms stads sparbank 1908–39 och revisor där 1924–33.